# Vladimir Levec
Vladimir Levec, slovenski pravni zgodovinar, * 20. januar 1877, Ljubljana, † 7. oktober 1904, Ljubljana.
Sin literarnega zgodovinarja Frana Levca se je z raziskovanjem zgodovine začel ukvarjati že kot gimnazijec, med drugim pod vplivom profesorja Simona Rutarja. Po maturi leta 1895 je pravo študiral na Univerzi v Gradcu, kjer je leta 1901 doktoriral. Med njegovimi profesorji je bil tudi znameniti zgodovinar Arnold Luschin von Ebengreuth, nanj pa je vplival tudi arhivar Štajerskega deželnega arhiva Joseph von Zahn. V letih 1898-99 se je iz pomožnih zgodovinskih ved izpopolnjeval na Inštitutu za avstrijsko zgodovinsko raziskovanje (Institut für Österreichische Geschichtsforschung) na Dunaju. Leta 1903 je postal izredni profesor nemške pravne zgodovine na Pravni fakulteti v Fribourgu v Švici. Preučeval je kolonizacijsko zgodovino Dravskega polja, slovenskih dežel v zgodnjem srednjem veku in zgodovino oglejskega parlamenta, sodeloval je pri objavi avstrijskih urbarjev, projektu, ki ga je vodil Alfons Dopsch.

## Dela
- Vladimir Levec, »Cesta od Šmarijine Gore v Kokro«, Izvestja muzejskega društva za Kranjsko 9, št. 5 (1895);
- Vladimir Levec, »Schloss und Herrschaft Flödnig in Oberkrain«. Mittheilungen des Musealvereines für Krain 9, št. 1-6 (1896) in 10, št. 1-2 (1897);
- Vladimir Levec, »Die krainischen Landhandfesten: ein Beitrag zur österreichischen Rechtsgeschichte«. Mittheilungen des Instituts für österreichische Geschichtsforschung 19 (1898), 245-301;
- Vladimir Levec, »Iz furlanskih arhivov«. Izvestja muzejskega društva za Kranjsko 13 (1903)